# Großsteingrab Neder-Dråby
Das Großsteingrab Neder-Dråby war eine megalithische Grabanlage der jungsteinzeitlichen Nordgruppe der Trichterbecherkultur im Kirchspiel Draaby in der dänischen Kommune Frederikssund. Es wurde im 19. oder frühen 20. Jahrhundert zerstört.

## Lage
Das Grab befand sich in Jægerspris, südöstlich des heutigen Hauses Kignæsbakken 20. In der unmittelbaren Umgebung gab es mehrere weitere vorgeschichtliche Grabanlagen, von denen heute nur noch der Tyrehøj erhalten ist.

## Forschungsgeschichte
Im Jahr 1873 führten Mitarbeiter des Dänischen Nationalmuseums eine Dokumentation der Fundstelle durch. Bei einer weiteren Dokumentation im Jahr 1942 konnten keine baulichen Überreste mehr festgestellt werden. 1978 fand eine archäologische Nachuntersuchung der Fundstelle statt.

## Beschreibung
Die Anlage besaß eine runde Hügelschüttung mit einem Durchmesser von etwa 6 m. Die Umfassung bestand ursprünglich wohl aus zwölf oder 13 Steinen; davon waren 1875 noch elf erhalten. Die wahrscheinlich nordost-südwestlich orientierte Grabkammer ist als Ganggrab anzusprechen. Sie hatte einen ovalen Grundriss und eine Länge von 2,8 m sowie eine Breite von 1,7 m. Zur Anzahl der Wandsteine liegen keine Angaben vor. Von den Decksteinen war 1875 noch einer vorhanden. Er lag mit der flachen Seite nach oben verstürzt in der Kammer. An der Südostseite befand sich der Zugang zur Kammer. Ihm war ein Gang vorgelagert.